# Thomisus obscuratus
Thomisus obscuratus es una especie de araña cangrejo del género Thomisus, familia Thomisidae. Fue descrita científicamente por Caporiacco en 1947.

## Distribución
Esta especie se encuentra al este de África.